# 史積尼·胡頓斯
史積尼·胡頓斯（Stijn Wuytens，1989年10月8日—），荷蘭足球運動員，司職中場，效力荷蘭球會威廉二世。

## 球會生涯
他在K.R.C.亨克開始他的職業生涯，然後在2001件轉會至到燕豪芬青年隊。 胡頓斯在燕豪芬一隊首次亮相是在2008年的告魯夫盾，對陣飛燕諾。2009年2月2日，他被租借迪加斯卓普，直到本賽季結束。在開始的09/10賽季，他重返燕豪芬。

## 榮譽
- 告魯夫盾: 2008-09

## 個人生活
他是Jan Wuytens的侄子. 他的弟弟Dries還在PSV青年隊中。

## 連結
- Teams: Spelerspagina: Stijn Wuytens
- Wuytens Profile
- PSV Jeugd Profile